# Sothisena
Sothisena fou rei d'Anuradhapura (Sri Lanka) per unes hores l'any 344.
Va ser proclamat rei a la mort del seu pare Mahanama, però al cap d'unes hores fou enverinat i va morir. La seva germana Sangha va recollir la successió amb el seu marit Jantu o Chhattagahaka (Laimini Tissa II.)